# Art Critics Award
Der Art Critics Award ist der einzige Preis für Kunstkritik in Österreich und wurde zwischen 2007 und 2017 sechsmal vergeben.

## Geschichte
Ursprünglich initiiert als ein Kunstprojekt vom österreichischen Künstler Moussa Kone, unterscheidet sich der Art Critics Award in seiner Ausrichtung von anderen Preisen für Kunstkritik. Die Arbeit von Kunstkritikern wird hier durch eine Künstlerjury bewertet – jedoch nicht aus Rache, sondern um den Stellenwert zu betonen, den Text für die Kunstproduktion hat. Auch die oft schwierigen Arbeitsverhältnisse von Kunstkritikern werden mit dem Preisgeld finanziell unterstützt und die Kunstkritik wird generell gefördert.

## Ausrichtung des Preises
Dieser Preis hat verschiedene angenehme Seiten. Eine wesentliche ist, dass er den Begriff Kunstkritik nicht für eine klar gegebene abgeschlossene Sache hält, sondern ihn bei jeder Preisverleihung neu definiert. Der Ausgangspunkt ist nicht: es gibt ein ewiges Feld der Kunstkritik, und das bringt immer wieder neue Kritiker oder Kritikerinnen hervor, und denen gibt man einen Preis. Sondern jedes mal wird definiert, welche Subdisziplin, welche bestimmte Funktion der Kunstkritik gefragt ist, und auf diesem Gebiet wird nach jemandem gesucht. Das ist eine sehr intelligente Vorgehensweise, und deswegen sollte der Preis weiter vergeben werden. (Diedrich Diederichsen)
Grundlage für den Preis ist eine dreimonatige Medienbeobachtung, es gibt kein aktives Bewerbungsverfahren. Beiträge über zeitgenössische Kunst werden aus deutschsprachigen Medien gefiltert. Es werden unterschiedliche Schwerpunkte gesetzt, die vom Kunstmagazinen bis zur Tageszeitung reichen. Nur für den Junior Art Critics Award können sich angehende Kritiker bewerben und einen Text einreichen. Der Gewinner kann anschließend erste Artikel in verschiedenen Kunstmagazinen veröffentlichen.
Das Preisgeld betrug jeweils 3000.- Euro für den Hauptpreis und 1000.- Euro plus Aufträge für Artikel für den Junior Preis. Ein berühmter Laudator aus dem deutschsprachigen Raum hielt jeweils die Rede auf den Gewinner, die Preisverleihungen wurde als öffentliche Veranstaltungen in Wien durchgeführt. Musikalisch untermalt wurden die Feste wiederum von Musikgruppen, die sich aus Kunstkritikern zusammensetzen, wie dem Art Critics Orchestra, La Stampa oder Phantom/Ghost mit Dirk von Lowtzow.
Lioba Reddeker, Geschäftsführerin der basis wien, war wesentliche Betreiberin des Projektes. Veranstaltet wurde der Art Critics Award von der basis wien und dem Verein Kunstwerft.
Im Jahr 2007 wurde das ACA Lesebuch veröffentlicht, das Artikel von einer Vielzahl an namhaften Kritikern versammelt und den Art Critics Award genauer erklärt.
Die Gewinner waren bisher folgende Kunstkritiker:
- 2007: Hauptpreis Brigitte Borchhardt Birbaumer und Matthias Dusini; Juniorpreis Rolf Wienkötter
- 2008: Hauptpreis Sabeth Buchmann; Juniorpreis Lavinia Neff
- 2010: Hauptpreis Susanne Neuburger; Juniorpreis ACA Milena Dimitrova
- 2011: Hauptpreis Christian Höller, Juniorpreis Ines Kleesattel
- 2015: Patricia Grzonka und Benedikt Ledebur[3]
- 2017: Helen Young Chang und Raphael Dillhof

Die Jurymitglieder waren bisher folgende Künstler:
- 2007: Thomas Baumann, Matthias Herrmann, Anna Jermolaewa, Constanze Ruhm, Markus Schwander, Andrea van der Straeten, Silke Wagner
- 2008: Nikolaus Gansterer, Clemens Krauss, Dorit Margreiter, Ursula Mayer, Markus Schinwald, Andrea Thal, Jun Yang
- 2010: Carola Dertnig, Christian Egger, Andreas Fogarasi, Daniel Hauser, Katrin Plavcak, Florian Pumhösl, Corinne L. Rusch
- 2011: Katrina Daschner, Svenja Deininger, Thomas Draschan, Isa Rosenberger, Heimo Zobernig
- 2015: Lisl Ponger, Julian Göthe, Jenny Tischer, Monica Bonvicini, Bernhard Cella
- 2017: Henning Bohl, Johanna Kandl, Barbara Kapusta und Nicole Wermers